# فیلوتیموس
فیلوتیموس (Philotimus) دانشمند یونانی بود که در نیمهٴ دوم، و احتمالاً در ربع آخر سدهٴ چهارم ق م می‌زیست. وی شاگرد پراکساگوراس بود و جالینوس از او به عنوان یکی از پیش‌بَرندگان ژیمناستیک و مؤلف رساله‌هایی دربارهٴ پرهیز غذایی و ماهیت کار پزشک یاد کرده است.